# Daphnella stegeri
Daphnella stegeri är en snäckart som beskrevs av McGinty 1955. Daphnella stegeri ingår i släktet Daphnella och familjen kägelsnäckor. Inga underarter finns listade i Catalogue of Life.